# Koppio
Koppio è una localittà dell'Australia Meridionale, sita nella porzione sud-orientale della penisola di Eyre.
L'insediamento è situato appena nell'entroterra della costa sud-orientale della penisola di Eyre, circa 32 km a nord del centro regionale di Port Lincoln: ad est di Koppio la Foothills Road e più a nord la Bailla Hill Road rappresentano il confine con Tumby Bay (assieme alla collina di Pillaworta Hill sita ancora più a nord che rappresenta il triplo confine con Yallunda Flat), mentre il confine settentrionale con Yallunda Flat segue parzialmente la Yallunda Flat Road e la Pillaworta Road, quello occidentale con Edillilie e la municipalità di Lower Eyre Peninsula è rappresentato da una linea retta che lambisce perpendicolarmente la Toolillie Gully Road, che rappresenta il confine sud-occidentale con Wanilla e da qui parte il linea retta verso Tumby separando Koppio da Whites River e Whites Flat, spartendosi a metà con quest'ultima il bacino artificiale sul fiume Tod.
Koppio è una località dominata dalle attività agricole, con presenza di estesi appezzamenti di terreno coltivati a frumento e canola o adibiti a territori di pascolo per il bestiame.

Sin dal 1866 e, fra varie interruzioni più o meno lunghe, fino alla Seconda Guerra Mondiale, l'area di Koppio ha ospitato attività minerarie volte all'estrazione di grafite: a partire dai primi anni 2000 tale interesse si è risvegliato e la località è stata visitata a più riprese da varie compagnie minerarie, con alcuni progetti di sfruttamento della grafite e dei minerali ferrosi dell'area messi sul tavolo e al vaglio dell'autorità locale.
La località è conosciuta a livello locale per il museo (Koppio Smithy Museum), che sorge su di un'area di circa un ettaro ed esibisce una varietà di edifici e attrezzi risalenti al periodo fra la fine del XIX secolo e gli anni '30 del XX. Sebbene l'area sia stata riconosciuta a livello amministrativo solo nel 1998, infatti, i primi coloni giunti verso la metà dell'Ottocento e la tomba più antica del cimitero locale risalente al 1866.